# JBW 59
La JBW 59, JBW Type 1, è una monoposto di Formula 1 costruita dalla scuderia inglese JBW per partecipare al campionato mondiale di Formula 1 1959. Progettata da Fred Wilkinson, era alimentata da motori Maserati.